# Hans Benndorf
Hans Benndorf (* 13. Dezember 1870 in Zürich; † 11. Februar 1953 in Graz) war ein österreichischer Physiker.

## Leben
Hans Benndorf ist der Sohn des Archäologen Otto Benndorf und Enkel des Physiologen Rudolf Wagner. Er heiratete 1899 seine Cousine Rosa Wagner, Tochter des Nationalökonomen Adolf Wagner. Seiner Ehe entstammten vier Kinder Wolfgang, Otto, Nora und Gottfried. Zwei seiner Söhne, der Chemiker Otto und der Tierarzt Gottfried sind im Zweiten Weltkrieg gefallen bzw. verschollen.
Benndorf studierte ab 1890 Physik in Wien, Heidelberg und Berlin bei Josef Stefan, Ludwig Boltzmann und Exner. 1885 promovierte er in an der Universität Wien und war Assistent bei Franz Serafin Exner. Im Winter 1897/98 führte er Messungen des luftelektrischen Feldes in Tomsk (Sibirien) durch, mit denen er die Theorie seines Lehrers Franz Serafin Exner widerlegte, nach der die Luftelektrizität von der Feuchtigkeit der Luft abhängig ist. Mit den Ergebnissen dieser Arbeit habilitierte er sich 1899. In späteren Jahren hat er die Tatsache stets herausgestellt, dass seine Habilitation mit einer Abhandlung möglich war, die die Theorie seines „Vorgesetzten widerlegt“, um zu zeigen, in welch sachlicher Atmosphäre Franz Serafin Exner wissenschaftliche Forschung betrieb.
Neben dem Hauptarbeitsgebiet der Luftelektrizität stellte die Erdbebenforschung einen weiteren wissenschaftlichen Schwerpunkt dar. 1904 wurde er außerordentlicher und 1910 ordentlicher Professor für Physik an der Universität Graz. Im Jahr 1904 wurde er weiterhin zum Mitglied der Gelehrtenakademie Leopoldina gewählt. 1907 wurde er mit seiner Arbeit über die Ausbreitung von Erdbebenwellen mit dem Ignaz-Lieben-Preis ausgezeichnet. Im Ersten Weltkrieg leistete er an der italienischen Front und im Kriegsministerium in Wien Militärdienst. 1932 bis 1934 war er Rektor der Universität. Nach Ankunft von Alfred Wegener 1924 in Graz entwickelte sich zwischen ihm und Benndorf ein enger wissenschaftlicher und menschlicher Kontakt. 1927 wurde er zum ordentlichen Mitglied der Akademie der Wissenschaften in Wien ernannt. 1936 wurde er im austrofaschistischen Österreich in den vorzeitigen Ruhestand versetzt.
Er unterhielt enge Verbindung zu Victor Franz Hess und Viktor Conrad. Bis zum Tode blieb er seinem überaus verehrten Lehrer Franz Serafin Exner eng verbunden, zu dessen 100. Geburtstag er in einer Wiener Zeitung über dessen Wirken einen Artikel unter dem Titel „Idealbild eines Universitätslehrers“ schrieb. Auch unterhielt er zahlreiche Verbindungen zu Fachgebieten anderer Disziplinen: mit dem Astronomen Karl Hillebrand führte er eine Längenbestimmung Graz-Paris aus, mit dem Hygieniker Wilhelm Prausnitz konstruierte er einen Apparat zur Demonstration der Verteilung von Licht und Schatten bei Beleuchtung von Gebäuden durch die Sonne. Seine Freunde, den Zoologen Karl von Frisch und den Gerichtsmediziner Walther Schwarzacher (1892–1958), beriet er in zahlreichen physikalischen Fragen. Er gehörte zu den Gegnern der Grazer Spiritistin Maria Silbert und trat mehrfach in Vorträgen und Publikationen gegen sie auf.

## Bedeutung
Der Physiker Hans Benndorf war in seiner Zeit einer der weltweit führenden Wissenschaftler auf dem Gebiet der Luftelektrizität und der Erdbebenforschung, mit 102 veröffentlichten Arbeiten aus dem physikalischen Institut der Universität Graz in den Jahren 1910–1938.

### Luftelektrizität
Ein nach ihm benanntes mechanisch registrierendes Elektrometer, das mit einfachen Mitteln eine fortlaufende Aufzeichnung des Erdfeldes ermöglicht, wurde in der ganzen Welt verwendet. Seine drei Handbuchbeiträge über Luftelektrizität (eines davon zusammen mit V. F. Hess) galten jahrzehntelang als wichtigste Referenzwerke.

### Erdbebenforschung
Benndorf leistete wichtige wissenschaftliche Beiträge in der Frühphase der modernen Seismologie. Seine älteste Arbeit auf dem Gebiet der Erdbebenforschung behandelte die Aufstellung zweier Pendelseismographen im Příbramer Bergwerk (1903). Ein Seismograph wurde auf der Erdoberfläche, ein Seismograph 1 km darunter aufgestellt, beide Apparate registrierten ein Fernbeben genau gleich, während die mikroseismische Bewegung vom tiefer liegenden Apparat bedeutend schwächer angezeigt wurde. Große Bedeutung kam seinen Arbeiten über die Fortpflanzungsgeschwindigkeit der Erdbebenwellen bei verschiedenen Herdentfernungen zu. Emil Wiechert, der sich in seiner ersten Arbeit über Erdbebenwellen ausdrücklich auf Benndorf bezog, führte 1910 den Namen „Benndorfscher Satz“ für die Beziehung zwischen dem Emergenzwinkel eines Erdbebenstrahls beim Auftauchen und der Geschwindigkeit im Scheitelpunkt ein.
Die Erdbebenforschung verband ihn mit Alfred Wegener. Über ihn schreibt Benndorf im Nachruf: „Er war ein Charakter von makelloser Reinheit, schlichter Einfachheit und seltener Bescheidenheit. Dabei war er ein Mann der Tat, der mit eisernem Willen und zäher Energie unter Einsatz seines Lebens in Verfolgung eines idealen Zieles Ungewöhnliches geleistet hat“.